# ティム・エーデルマン
- ティム・アデルマン
- ティム・アドルマン
- ティム・エイドルマン

ティモシー・マックス・エーデルマン（Timothy Max Adleman, 1987年11月13日 - ）は、アメリカ合衆国ニューヨーク州ニューヨーク市スタテンアイランド出身のプロ野球選手（投手）。右投右打。
愛称はザ・マイクロウェイブ。メディアによっては「アデルマン」、「アドルマン」、「エイドルマン」などと表記される。

## 経歴
2010年のMLBドラフト24巡目（全体718位）でボルチモア・オリオールズから指名され、プロ入り。契約後、傘下のA-級アバディーン・アイアンバーズでプロデビュー。13試合に先発登板して2勝4敗・防御率3.44・62奪三振の成績を残した。
2011年はA級デルマーバ・ショアバーズでプレーし、28試合（先発9試合）に登板して5勝7敗・防御率6.01・72奪三振の成績を残した。
2012年3月27日に自由契約となった。その後独立リーグ・アメリカン・アソシエーションのリンカーン・ソルトドッグスとエルパソ・ディアブロスでプレーし、2球団合計で34試合に登板して0勝2敗・防御率5.58・38奪三振の成績を残した。
2013年は同じく独立リーグ・カナディアン・アメリカン・リーグのニュージャージー・ジャッカルズでプレーし、40試合に登板して防御率1.46・62奪三振の成績を残した。10月14日にシンシナティ・レッズとマイナー契約を結んだ。
2014年は傘下のA+級ベーカーズフィールド・ブレイズとAA級ペンサコーラ・ブルーワフーズでプレーし、2球団合計で38試合（先発6試合）に登板して3勝9敗・防御率3.72・77奪三振の成績を残した。
2015年はAA級ペンサコーラでプレーし、27試合（先発26試合）に登板して9勝10敗・防御率2.64・113奪三振の成績を残した。
2016年は開幕をAAA級ルイビル・バッツで迎え、5月1日にメジャー契約を結んでアクティブ・ロースター入りした。同日のピッツバーグ・パイレーツ戦でメジャーデビュー。なお、8月24日のテキサス・レンジャーズ戦ではダルビッシュ有のNPB・MLB通じての初本塁打を献上している。この年メジャーでは13試合に先発登板して4勝4敗・防御率4.00・47奪三振の成績を残した。
2017年もレッズに在籍し5勝を記録。11月30日に韓国プロ野球のサムスン・ライオンズと契約した。
2018年は8勝を記録するもシーズン終了後に自由契約となった。
2019年4月11日に独立リーグ・アトランティックリーグのロングアイランド・ダックスと契約。3試合に登板後、5月11日にマイナー契約でデトロイト・タイガースに移籍した。2020年11月2日にFAとなった。
2021年4月30日にシンシナティ・レッズとマイナー契約を結んだ。

## 投球スタイル
スリークォーター投法で、投球前に一度制止するような二段モーションが持ち味。球種は、最速94.6mph（約152km/h）・平均91mph（約146km/h）の速球（フォーシーム・ツーシーム）を中心に、平均85mph（約137km/h）のチェンジアップ、平均75mph（約121km/h）のカーブを使用する。

## 詳細情報

### 年度別投手成績
| 年 度    | 球 団    | 登 板 | 先 発 | 完 投 | 完 封 | 無 四 球 | 勝 利 | 敗 戦 | セ 丨 ブ | ホ 丨 ル ド | 勝 率 | 打 者 | 投 球 回 | 被 安 打 | 被 本 塁 打 | 与 四 球 | 敬 遠 | 与 死 球 | 奪 三 振 | 暴 投 | ボ 丨 ク | 失 点 | 自 責 点 | 防 御 率 | W H I P |
| -------- | -------- | ----- | ----- | ----- | ----- | -------- | ----- | ----- | -------- | ----------- | ----- | ----- | -------- | -------- | ----------- | -------- | ----- | -------- | -------- | ----- | -------- | ----- | -------- | -------- | ------- |
| 2016     | CIN      | 13    | 13    | 0     | 0     | 0        | 4     | 4     | 0        | 0           | .500  | 287   | 69.2     | 64       | 13          | 20       | 1     | 5        | 47       | 0     | 0        | 32    | 31       | 4.00     | 1.21    |
| 2017     | CIN      | 30    | 20    | 0     | 0     | 0        | 5     | 11    | 0        | 2           | .313  | 531   | 122.1    | 124      | 29          | 51       | 1     | 6        | 108      | 1     | 1        | 79    | 75       | 5.52     | 1.43    |
| 2018     | サムスン | 31    | 31    | 0     | 0     | 0        | 8     | 12    | 0        | 0           | .400  | 202   | 171.0    | 101      | 20          | 54       | 0     | 11       | 137      | 0     | 1        | 101   | 96       | 5.05     | 1.50    |
| MLB：2年 | MLB：2年 | 43    | 33    | 0     | 0     | 0        | 9     | 15    | 0        | 2           | .375  | 818   | 192.0    | 188      | 42          | 71       | 2     | 11       | 155      | 1     | 1        | 111   | 106      | 4.97     | 1.35    |
| KBO：1年 | KBO：1年 | 31    | 31    | 0     | 0     | 0        | 8     | 12    | 0        | 0           | .400  | 202   | 171.0    | 101      | 20          | 54       | 0     | 11       | 137      | 0     | 1        | 101   | 96       | 5.05     | 1.50    |

- 2018年度シーズン終了時

### 背番号
- 68（2016年）
- 46（2017年）
- 35（2018年）